# Heras prästinna i Argos
Heras prästinna i Argos var den högsta ämbetsinnehavaren för statskulten av gudinnan Hera vid Heraion på Argos. 
Ämbetet hade stort anseende i hela Grekland, då Heraion i Argos räknades som en panhellensk helgedom. Ett tecken på dess internationella prestige var det faktum att tjänstgöringstiden för prästinnornas ämbetsperiod användes som tidskronologi i store delar av det antika Grekland. Ämbetet är mest känt från myter och legender, medan lite är dokumenterat om det faktiska historiska ämbetet. 
Detaljerna kring ämbetet är ofullständigt kända. Hon valdes troligen ut från någon elitfamilj, möjligen någon där ämbetet gick i arv, och kunde uppenbarligen vara en gift kvinna, något som vore logiskt då Hera var äktenskapets gudinna. Heras prästinna bör ha varit ansvarig för helgedomens skötsel och övervakningen av religiösa riter.  Hon tjänstgjorde av allt att döma på livstid, då flera av prästinnorna hade ämbetet under mycket lång tid. 
Det är okänt hur gammalt ämbetet är.  Det första Heraion förmodas ha blivit byggt på 600-talet f.Kr., men helgedomen fanns troligen där som helg kultplats ute i det fria långt innan en byggnad uppfördes. Myterna ger flera alternativa förklaringar till när ämbetet inrättades: en myt hävdar att dess första innehavare var Kallythyia, kung Peiras dotter; en hävdar att det var Io, och en tredje att det var Hypermestra, Danaos dotter.  
Hellanikos från Lesbos sammanställde under antiken en kronologisk lista över Heras prästinnor i Argos; listan går tillbaka till 1000-talet f.Kr., även om de flesta namnen inte längre kan urskiljas. De prästinnor som tjänstgjort i helgedomen avbildades i porträttstatyer som placerades i procession på vägen upp till templet, något som beskrivits av Pausanias.  
En del individuella prästinnor var kända under antiken. Välkänd är legenden om prästinnan Theano (eller Kydippe), som en gång inte kunde fara i procession till Heraion då hennes oxe inte kunde dra vagnen, varefter hennes söner Kleobis och Biton spände sig själva för vagnen. En annan prästinna var Chrysis, som hade ämbetet i femtiosex år fram till år 423 f.Kr., då hon somnade ifrån elden som brände ned hela templet, vilket gjorde att hon tvingades fly staden, något som återberättades av Thucydides.